# Harris-ölyv
A Harris-ölyv (régebbi megnevezése szalagos álölyv, más néven Harris-héja, vörösszárnyú ölyv)  (Parabuteo unicinctus) a madarak osztályának és a vágómadár-alakúak (Accipitriformes) rendjébe, ezen belül a vágómadárfélék (Accipitridae) családjába tartozó Parabuteo nem egyetlen faja. A Parabuteo jelentése álölyv. Innen ered a régebbi név is, ám a solymászok, ragadozómadár-bemutatósok Harris-héjaként hivatkoznak rájuk.

## Előfordulása
Az Amerikai Egyesült Államok déli részétől, Mexikón és Közép-Amerikán keresztül Argentínáig, Chiléig megtalálható. Trópusi, szubtrópusi területeken él, bozótosok, félsivatagok lakója.

## Megjelenése
Testhossza 48–62 centiméter, szárnyfesztávolsága 105–130 centiméter, testtömege pedig 800–1800 grammig terjed. A tojó nagyobb, mint a hím. Erős a csőre és a karma. Szárnyfoltja vörösesbarna.

## Életmódja
Kisemlősökkel, nyulakkal, patkányokkal, kígyókkal, gyíkokkal és madarakkal táplálkozik. A ragadozómadaraktól eltérően általában csapatban vadászik.

## Szaporodása
Kaktuszok, fák tetejére építi gallyakból álló fészkét, amit levelekkel és fűvel bélel ki. Fészekalja 2-4 tojásból áll, melyen 28 napig kotlik. A tojó több hímmel is párosodik.

## Felhasználása a solymászatban
A világ minden táján alkalmazzák solymászat céljára ezt a madarat, mert méretéhez képest igen erős, sebessége  elfogadható, és ez az egyetlen faj, amelyik falkában, csoportosan is képes vadászni. Egyes solymászok kísérletet folytattak, melyek során olyan Harris-tojókat raktak össze, amelyek korábban még nem látták egymást, és a madarak azonnal teljes összhangban vadásztak.
Tartása Magyarországon is engedélyezett, de be kell jelenti a madarat, illetve annak gyűrűszámát. Vadászatra hivatalosan az országban nem alkalmazható.

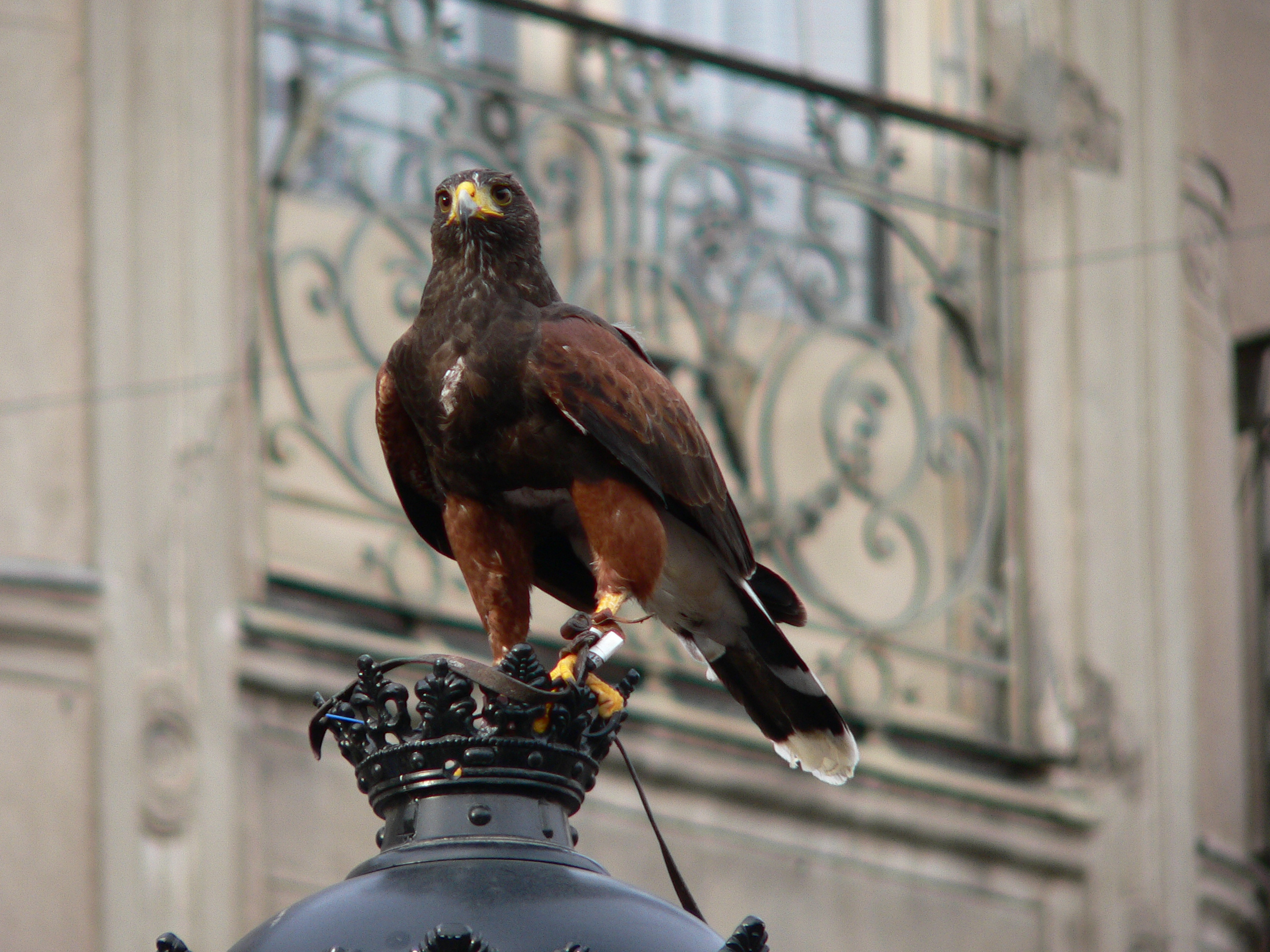
Megfigyelőhely
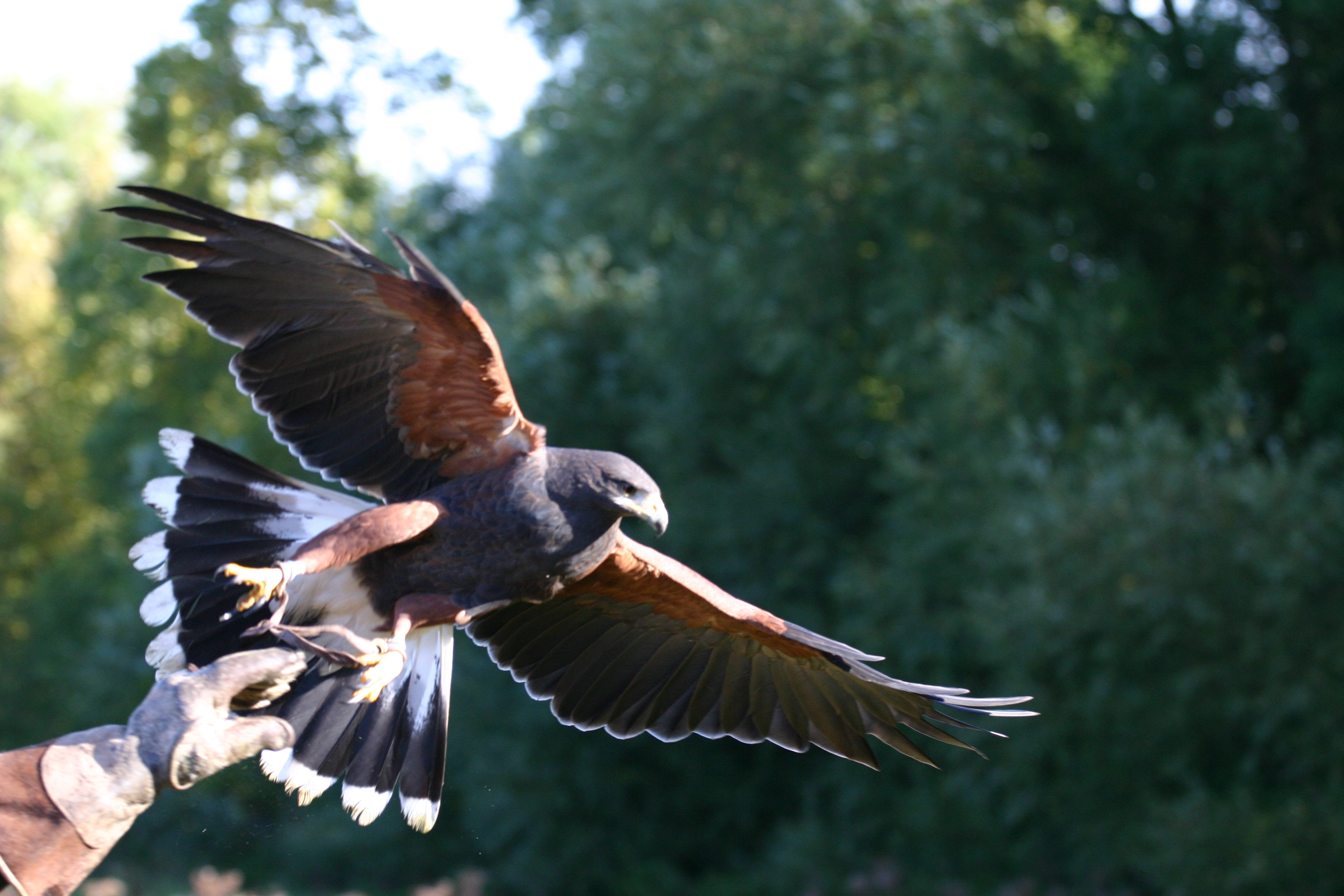
Solymászatra is előszeretettel használják
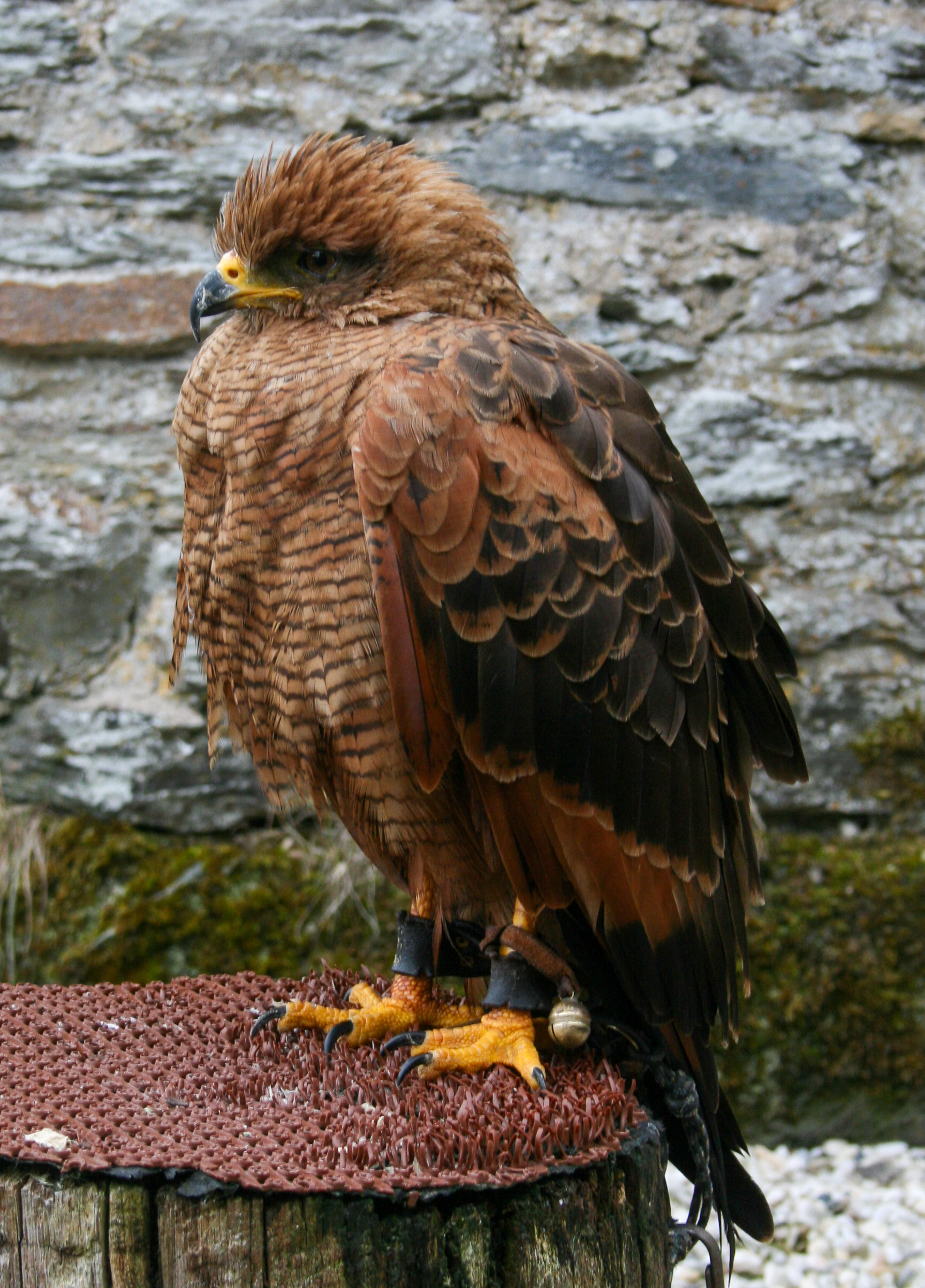
A belgiumi Bouillon várában